# HIAG
HIAG (niem.: Hilfsgemeinschaft auf Gegenseitigkeit der Angehörigen der ehemaligen Waffen-SS, dosłownie „Stowarzyszenie Samopomocy Byłych Członków Waffen-SS”) – organizacja byłych członków Waffen-SS, działająca w latach 1951–1992.
Podstawy organizacyjne i kadrowe dla HIAG stworzyła organizacja Notgemeinschaft założona w 1949 przez Otto Kumma.
Założycielami organizacji HIAG byli: Josef Dietrich, Gottlob Berger, Heinz Lammerding i Herbert Otto Gille, a jednym z aktywnych członków Kurt Meyer.
Głównymi celami organizacji była pomoc weteranom, działania na rzecz ich rehabilitacji oraz walka o świadczenia socjalne, w tym prawa do emerytur dla członków Waffen-SS – w przeciwieństwie do członków Wehrmachtu, żołnierzom Waffen-SS odebrano prawo do świadczeń emerytalnych na skutek uznania przez Międzynarodowy Trybunał Wojskowy w Norymberdze ich formacji za zbrodniczą. Organizacja prowadziła też działalność informacyjno-propagandową – pod patronatem związku ukazywały się pisma, np. miesięcznik Der Freiwillige, i publikacje książkowe gloryfikujące formacje SS.
HIAG korzystała z pomocy innych organizacji, np. Stille Hilfe (księżna Helene Elisabeth von Isenburg, Gudrun Burwitz).
U szczytu swego powodzenia organizacja skupiała około 70 tysięcy byłych członków Waffen-SS, z około 250 tysięcy żyjących w Niemczech Zachodnich. W latach 80. XX wieku związek był podejrzewany przez Bundesamt für Verfassungsschutz o współpracę z organizacjami neonazistowskimi. Polityczna niechęć do organizacji narastała, co w efekcie doprowadziło do jej rozwiązania w 1992 r.